# Plateaux (departement i Gabon)
Plateaux är ett departement i Gabon. Det ligger i provinsen Haut-Ogooué, i den östra delen av landet, 600 km öster om huvudstaden Libreville. Antalet invånare är 9 054.